# Жанатаська міська адміністрація
Жаната́ська міська адміністрація (каз. Жаңатас қаласы әкімдігі, рос. Жанатасская городская администрация) — адміністративна одиниця у складі Сарисуського району Жамбильської області Казахстану. Адміністративний центр — місто Жанатас.
Населення — 25018 осіб (2021; 20731 у 2009, 25927 у 1999, 53401 у 1989).
Станом на 1989 рік існувала Жанатаська міська рада обласного підпорядкування (місто Жанатас).